# Pleopeltis polypodioides
Espèce
Le Polypode polypodioïde (Pleopeltis polypodioides) est une fougère épiphyte d'Amérique du Nord qui se rencontre parfois sur les rochers et les sols secs. Ses longs rhizomes minces se développent le long des fissures étroites ou dans les sillons de l'écorce des arbres hôtes. Elle a la capacité de se déshydrater presque totalement lors des périodes de sécheresses.
Polypodium polypodioides est un nom synonyme, non retenu, de Pleopeltis polypodioides

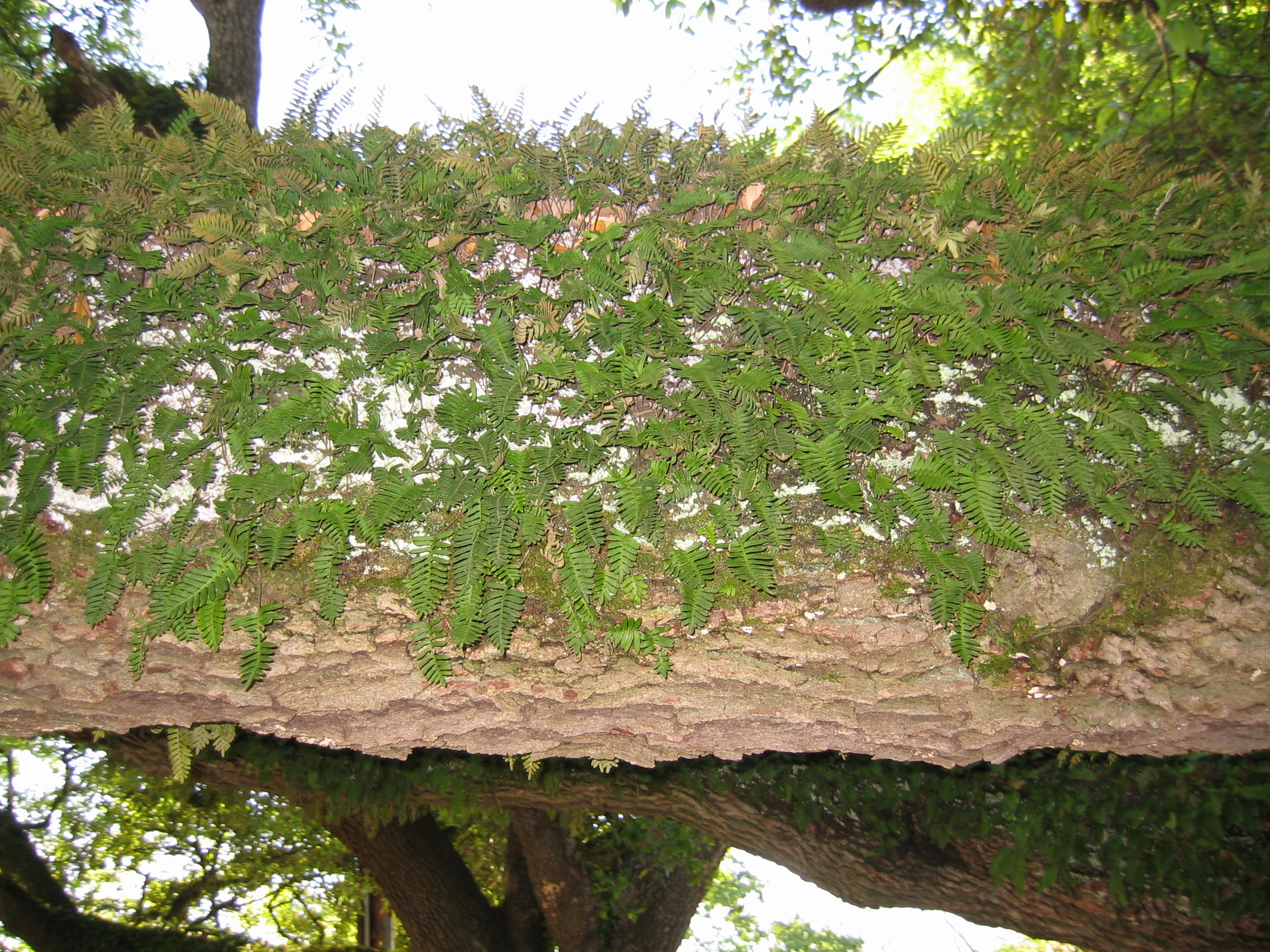
Vert
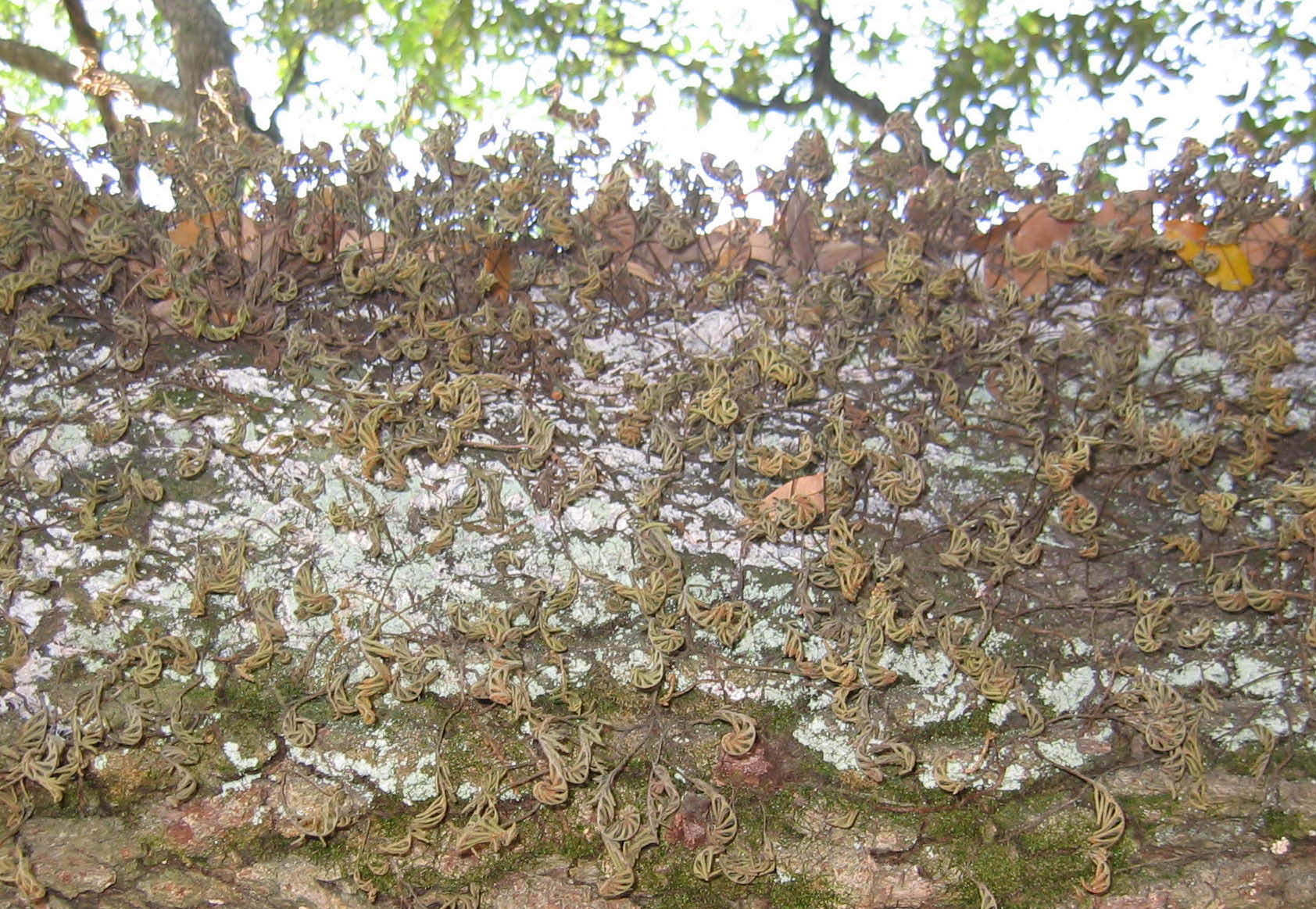
À l'état déshydraté